# Amerykański koszmar (film 2002)
Amerykański koszmar (ang. American Nightmare) – amerykański thriller z 2002 roku.

## Fabuła
Trwa święto Halloween. Grupka młodych ludzi siedzi w kafejce i słucha pirackiej audycji radiowej. Dla żartu dzwonią do radia i wyznają na antenie swoje największe i najbardziej skrywane obawy i lęki.  Ich wyznań słucha też obecna w kafejce psychopatyczna, seryjna morderczyni. Wkrótce ich lęki stają się rzeczywistością.

## Główne role
- Debbie Rochon – Jane Toppan, morderczyni
- Scott Phillips – Rick
- Hayden Tweedie – Deanna
- Heather Haase – Melanie Ryan
- Kristin McCollum – Cynthia Collins
- Robert McCollum – Tony Collins
- Chris Ryan – Caligari
- Johnny Sneed – Wayne Holcomb
- Brandy Little – Jessie McClain